# Susanna Martinková
Zuzana "Susana" Martinková (Praga, 19 d'abril de 1946) és una actriu txeca, activa sobretot a Itàlia i a la República Txeca.

## Biografia
Martinkova va debutar als 16 anys com a actriu principal a Letos v zari (1963) de František Daniel. Després de diverses aparicions cinematogràfiques i escèniques, en 1967 es va traslladar a Itàlia per a protagonitzar una pel·lícula de guerra dirigida per Carlo Lizzani, Sagapò, que al final va ser cancel·lada. Més tard Martinkova va protagonitzar una sèrie de pel·lícules i obres de televisió, a vegades en papers principals. Després del seu retir de la indústria cinematogràfica, en la dècada de 1990, treballa com enòloga.

## Filmografia

### Cinema
- Letos v zari, dirigida per Frantisek Daniel (1963)
- Kdo chce zabít Jessii?, dirigida per Václav Vorlícek (1966)
- El "Che" Guevara, dirigida per Paolo Heusch (1967)
- Per 100.000 dollari t'ammazzo, dirigida per Giovanni Fago (1968)
- Il ragazzo che sorride, dirigida per Aldo Grimaldi (1969)
- Un detective, dirigida per Romolo Guerrieri (1969)
- La ragazza del prete, dirigida per Domenico Paolella (1970)
- Colpo rovente, dirigida per Piero Zuffi (1970)
- La principessa sul pisello, dirigida per Piero Regnoli (1973)
- Prete, fai un miracolo, dirigida per Mario Chiari (1975)
- Albert e l'uomo nero, dirigida per Dino Bartolo Partesano (1976)
- Contronatura, dirigida per Amasi Damiani (1976)
- Il signor Ministro li pretese tutti e subito, dirigida per Sergio Grieco (1977)
- Il ladrone, dirigida per Pasquale Festa Campanile (1980)
- Notturno, dirigida per Giorgio Bontempi (1983)
- Fracchia contro Dracula, dirigida per Neri Parenti (1985)
- Luci lontane, dirigida per Aurelio Chiesa (1987)
- Il ritorno del grande amico (1989), dirigida per Giorgio Molteni
- Rivers of Babylon, dirigida per Vlado Balco (1998)
- Monella, dirigida per Tinto Brass (1998)

### Televisió
- La dama dei veleni, dirigida per Silverio Blasi (1978)
- Delitto e castigo, dirigida per Mario Missiroli (1983)